# Mixto EC
Der Mixto Esporte Clube, (Aussprache etwa „mischtu“) kurz MEC genannt, ist ein brasilianischer Fußballverein aus Cuiabá im Bundesstaat Mato Grosso.

## Geschichte
Der Verein wurde 1934 von einer gemischten Gruppe aus Frauen und Männern gegründet. Der Vereinsname, die zeitgenössische Schreibweise für das Wort misto („gemischt“) geht auf die vielfältigen Interessen der Mitgliedschaft – bspw. neben Sport auch Literatur – und ihrer Zusammensetzung zurück.
Mit 24 gewonnenen Meisterschaften ist der Verein der Rekordtitelträger in Mato Grosso, wenngleich Mixto seit Beginn der 1990er Jahre nurmehr zwei Titel erringen konnte. Am nationalen Meisterschaft Brasiliens hat der MEC zwischen 1976 und 1986 neunmal teilgenommen und konnte dabei 1985 einen ansprechenden 14. Platz erringen, ist danach aber in die unteren Spielklassen abgestiegen. Später, zuletzt 2013, konnte sich der Verein für die Eingangsstufe, d. h. Série C oder später Série D qualifizieren.
Bedeutendster Spieler der Vereinsgeschichte ist José Roque Paes „Traçaia“, der auch als der bedeutendste Spieler von Mato Grosso angesehen wird. Er war 1962 auch einer der beiden ersten Brasilianer die in Österreich spielten und wurde mit FK Austria Wien Vizemeister und Pokalsieger. Eine der Straßen um das Geviert der für die Weltmeisterschaft 2014 erbauten Arena Pantanal wurde nach ihm benannt.

## Erfolge
Männer:
- Staatsmeister von Mato Grosso (24×): 1943, 1945, 1947, 1948, 1949, 1951, 1952, 1953, 1954, 1959, 1961, 1962, 1965, 1969, 1970, 1979, 1980, 1981, 1982, 1984, 1988, 1989, 1996, 2008
- Staatspokal von Mato Grosso (3×): 2012, 2018, 2023
- Torneio Centro-Oeste: 1976

Frauen:
| Meisterschaft der Série A3    | (1×): | 2023                                                |
| Staatsmeister von Mato Grosso | (9×): | 2007, 2009, 2010, 2011, 2014 2020, 2021, 2022, 2023 |

## Stadion
Der Verein trägt seine Heimspiele in der Arena Pantanal in Cuiabá aus. Das Stadion hat ein Fassungsvermögen von 42.900 Personen.